# Bodenseepfad

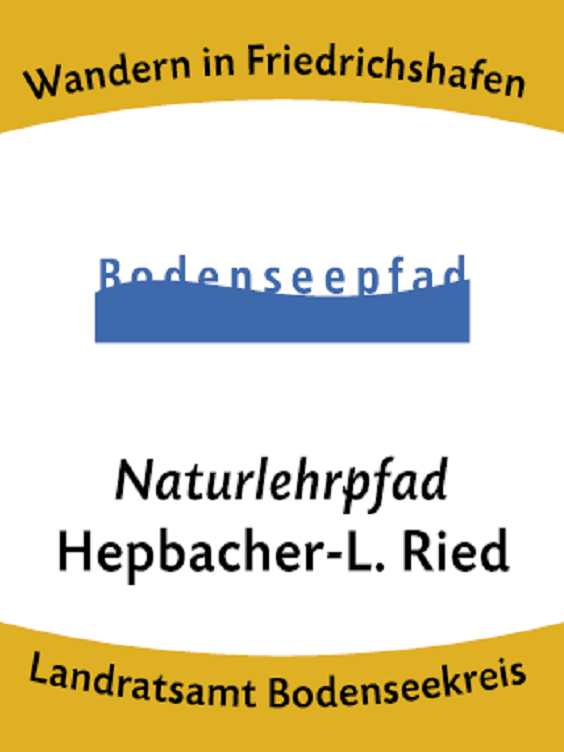
Logo des Bodenseepfads

Der Bodenseepfad ist ein Projekt der 1972 gegründeten Internationalen Bodenseekonferenz (IBK). Deren Ziel ist es, die Bodenseeregion als attraktiven Natur-, Lebens- und Wirtschaftsraum zu erhalten und zu fördern sowie die regionale Zusammengehörigkeit zu stärken.
Der Bodenseepfad stellt seit 1999 an viel begangenen Promenaden und landschaftlich reizvollen Abschnitten des rund 300 Kilometer langen Bodensee-Rundwegs ein neues Ausflugsziel dar. Radfahrer, Spaziergänger und Wanderer werden entlang des Weges auf rund 200 Schautafeln über landes- und naturkundliche Sehenswürdigkeiten am Bodensee informiert.

## Tafeln
Den über 200 aufgestellten Informationstafeln liegt ein einheitliches Erscheinungsbild zugrunde: Einfache und kurze Texte, vereinfachte Abbildungen von Tieren und Pflanzen, die am Bodensee heimisch sind, Fragen-Felder, Fotos und Piktogramme wecken das Interesse der Betrachter. Die Tafeln wollen informieren und nicht belehren.

## Abschnitte des Bodenseepfads

### Deutschland

#### Lindau
In Lindau wird an sieben Stationen unter anderem über den Lindenhofpark mit Villa im Ortsteil Schachen, die Geschichte der Schifffahrt auf dem Bodensee und 8.000–10.000 Wasservögel, die hier in der Schachener Bucht überwintern, informiert. Die Wintergäste wie Eider- (Somateria mollissima), Reiher- (Aythya fuligula), Schell- (Bucephala clangula) oder Tafelente (Aythya ferina) kommen aus Skandinavien, dem Baltikum oder dem westlichen Sibirien. Ebenso wird auf das Treibholz eingegangen: Allein der Rhein, größter Zufluss des Bodensees, führt dem See pro Sekunde 230 Kubikmeter (m³) Wasser und pro Jahr 2,8 Millionen Kubikmeter Treibholz und Sedimente zu; diese Menge würde reichen, um einen Güterzug der Länge Bregenz-Gibraltar zu füllen!

#### Wasserburg

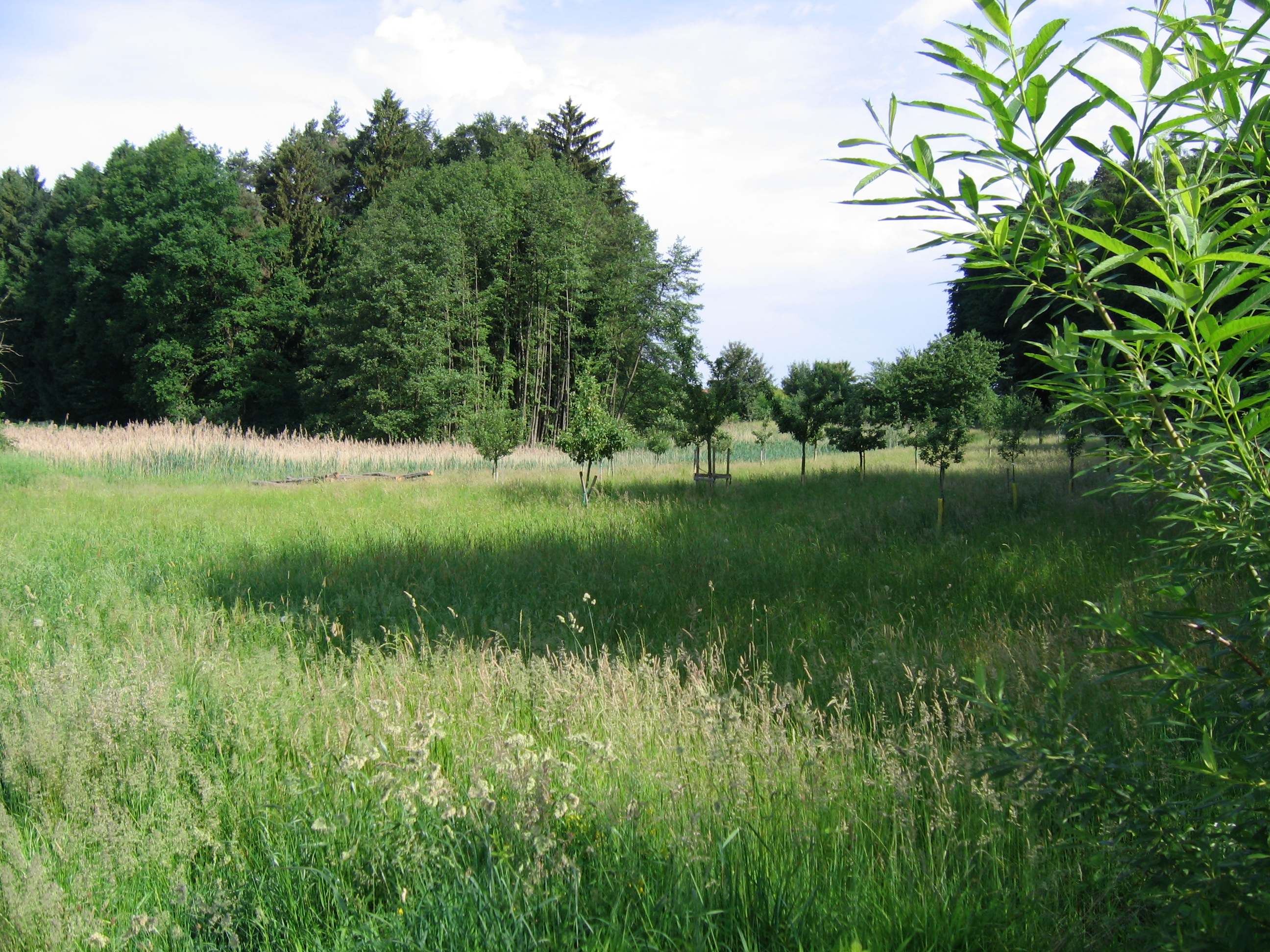
Streuobstwiese

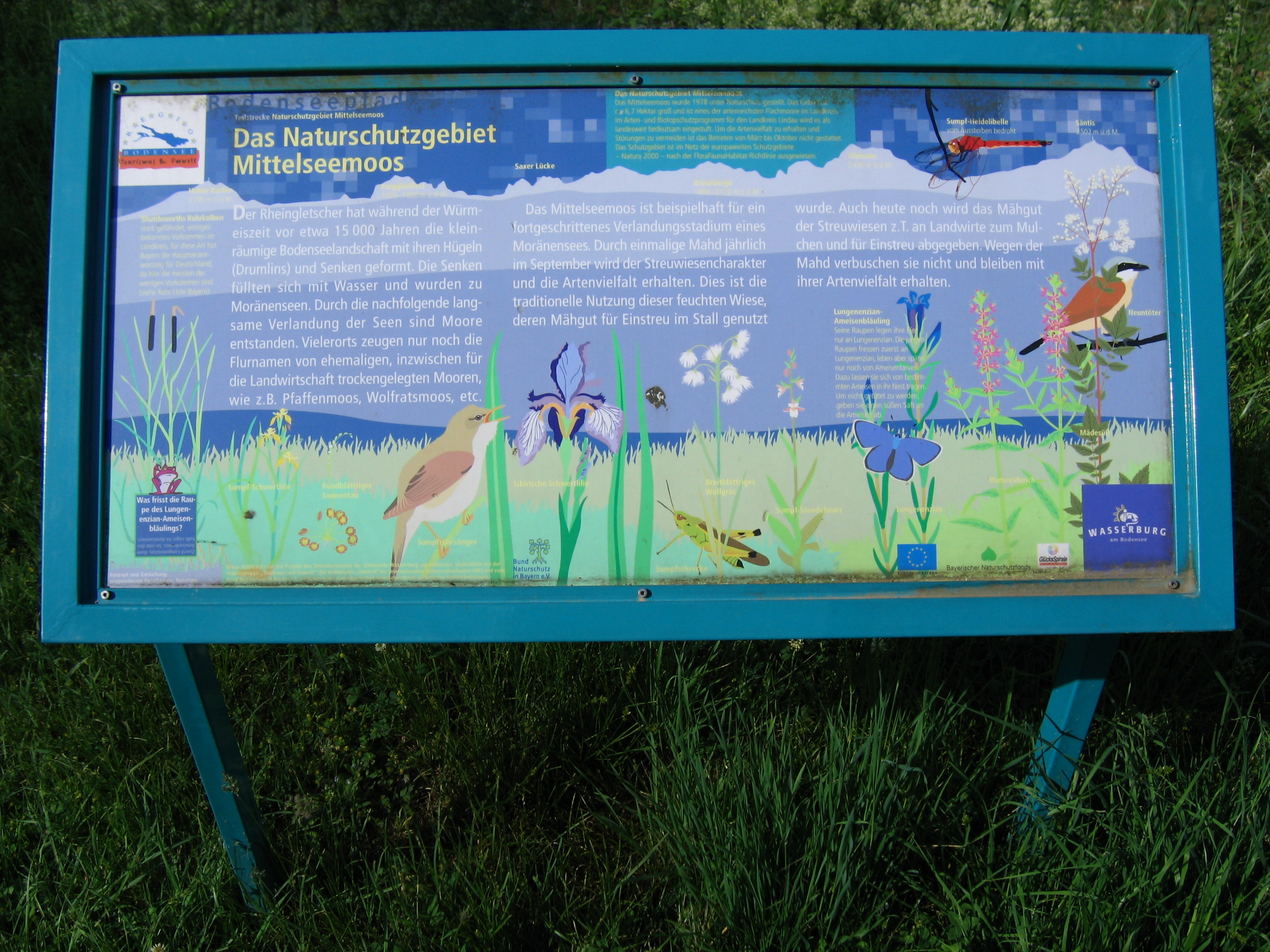
Am NSG Mittelseemoos

Die drei Naturschutzgebiete, Teile des im europäischen Schutzgebietsnetz Natura 2000 ausgewiesenen Wasserburger Bodenseeufers und der Biotoplehrpfad Birkenried sind über acht Stationen des Bodenseepfads miteinander verbunden.

##### Schilf
Schilfröhrichte sind vielfältige Pflanzen: Sie dienen als Nahrung, natürliche Kläranlagen, bilden Ufer- und Sichtschutz, Brut- und Überwinterungsplatz. “Jeder Teil der Schilf-Pflanze wird genutzt, gleich, ob über oder unter Wasser!” So beschreibt die Infotafel die verschiedenen Lebewesen im Schilf, wie zum Beispiel die Rauchschwalbe, die Schilfsackspinne, den Schilfkäfer, die Rohrammer, den Haubentaucher, den Hüpferling oder die Zuckmückenlarve.

##### Die Streuobstwiese
An der Straße nach Hengnau steht die Infotafel „Streuobstwiese“. Streuobstwiesen sind landschaftsprägend im Bodenseeraum. Sie werden schonend behandelt, und deshalb leben bis zu 6.000 Tier- und Pflanzenarten in ihnen! Am Standort der Tafel wurden vor einigen Jahren entsprechende Neuanpflanzungen vorgenommen.

##### Naturschutzgebiet Mittelseemoos
Nur wenig unterhalb der Streuobstwiese, direkt am Wanderparkplatz, erhält man Informationen zum Naturschutzgebiet Mittelseemoos. Es ist eines der artenreichsten Flachmoore im Landkreis Lindau. Geformt durch die Würmeiszeit vor 15.000 Jahren entstand in dieser Landschaft ein Moränensee, der im Lauf der Zeit verlandete und zu einem Moor wurde. Durch die einmalige jährliche Mahd im September verbuscht das Gelände nicht und die Artenvielfalt bleibt erhalten. Aufmerksame Beobachter entdecken hier zwischen Breitblättrigem Wollgras, Sumpf-Stendelwurz oder Shuttleworths Rohrkolben einen Lungenenzian-Ameisenbläuling, einen Neuntöter, eine Sumpf-Heidelibelle oder einen Sumpfrohrsänger.

##### Biotoplehrpfad Birkenried
Neun Stationen vermitteln dem Besucher des 1996 eingerichteten Lehrpfads im Birkenried, der Name leitet sich von Rodung eines Birkenwaldes ab, Informationen zu Hochstaudenfluren, Tümpel, Totholz, Nisthilfen für Insekten, dem das Gebiet durchfließenden Eschbach mit Altarm, Weidengebüsch, Lesesteinhaufen und Benjeshecke.

Im Birkenried können viele Vogel- und Libellenarten, zum Beispiel Teichrohrsänger und Große Heidelibelle, beobachtet werden.

#### Kressbronn / Langenargen

##### Die Argen

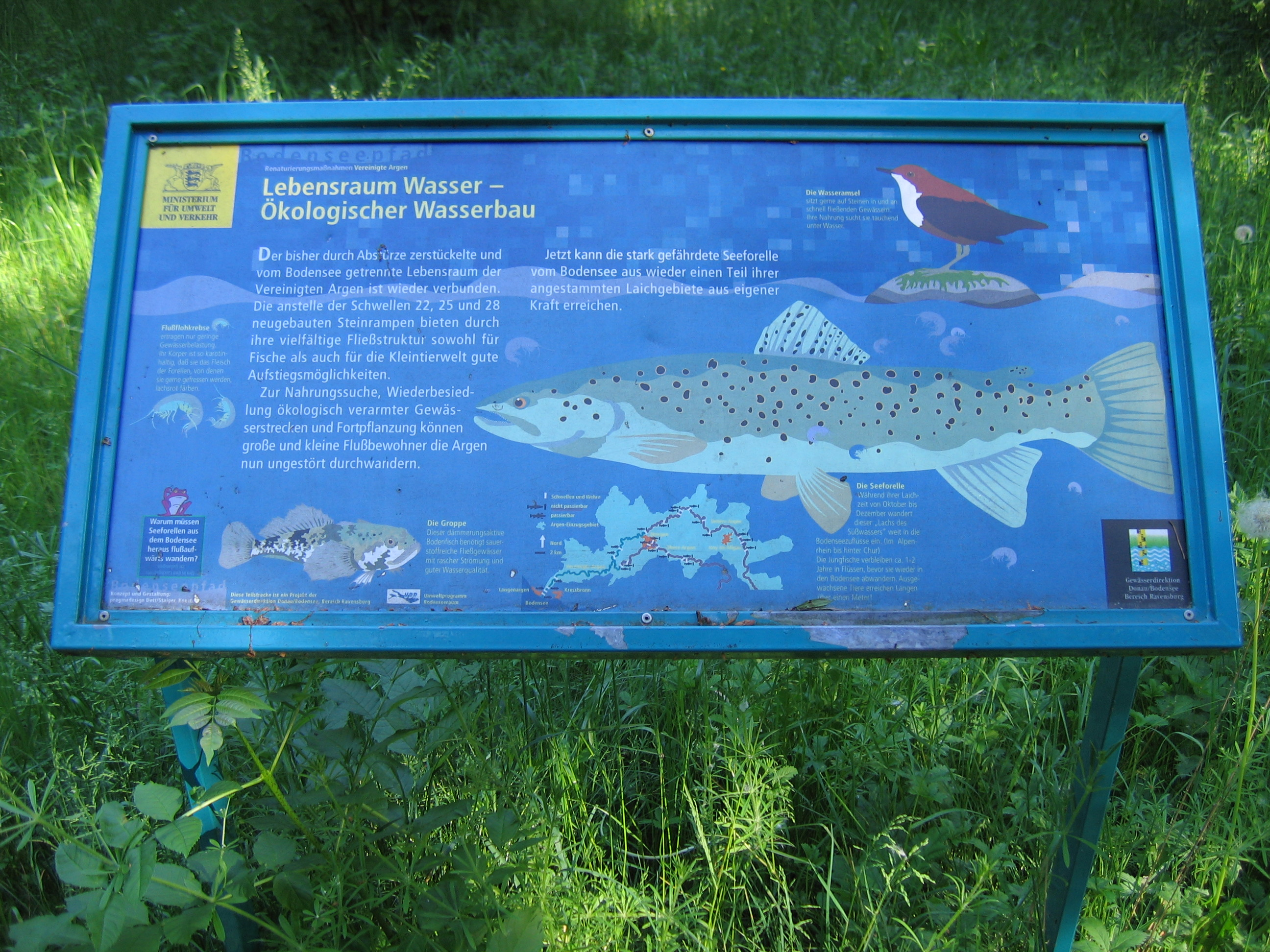
Infotafel „Lebensraum Wasser“ an der Argen

Die Tafeln des Bodenseepfads entlang der Argen, dem drittgrößten Zufluss des Bodensees, erläutern an vier Punkten wie man einen Fluss ohne seine Lebensvielfalt einzuschränken bändigen kann. Jahrhundertelang konnte die Argen ihren Lauf frei wählen. Nach 1800 begann man ihr Bett einzudämmen. Diese Maßnahme führte zu Grundwasserabsenkungen und einem höheren Gefälle. Durch den Einbau von dreißig Holzschwellen zwischen Gießenbrücke und der Mündung versuchte man den negativen Entwicklungen entgegenzuwirken. Diese Schwellen wurden nach dem Zweiten Weltkrieg durch drei große Betonschwellen ersetzt; die Argen war für ihre Bewohner endgültig nicht mehr überwindbar. Als Mitte der 1980er Jahre die Schwellen saniert werden mussten, entschloss sich die baden-württembergische Landesregierung zum Umbau in gesetzte Blocksteinrampen. Von 1993 bis 1997 wurden die Betonschwellen für 3 Mio. DM im Auftrag der Wasserwirtschaftsverwaltung durch Blocksteinrampen ersetzt. So ist der Seeforelle (Salmo trutta lacustris) durch den Rückbau der Wehranlagen 22, 25 und 28 wieder der Aufstieg zu ihren Laichgründen ermöglicht worden, aber auch kleinere Wasserbewohner wie zum Beispiel Flussflohkrebse und Groppen (Cottus gobio) können die vereinigte Argen wieder durchwandern.

#### Langenargen
Die zwölf Stationen in Langenargen liegen alle in Ufernähe. Sie gehen auf die Pflanzen und Tiere der Flachwasserzone und des Stadtparks ebenso ein, wie auch die Stadtgeschichte und den Tourismus der Gemeinde zwischen Argenmündung im Osten und der Schussenmündung im Westen. Markantestes Bauwerk ist das Schloss Montfort, einst unter dem Namen Villa Argena geplant, sollte es König Wilhelm I. von Württemberg als Lustschloss dienen.

##### Argenpfad Langenargen

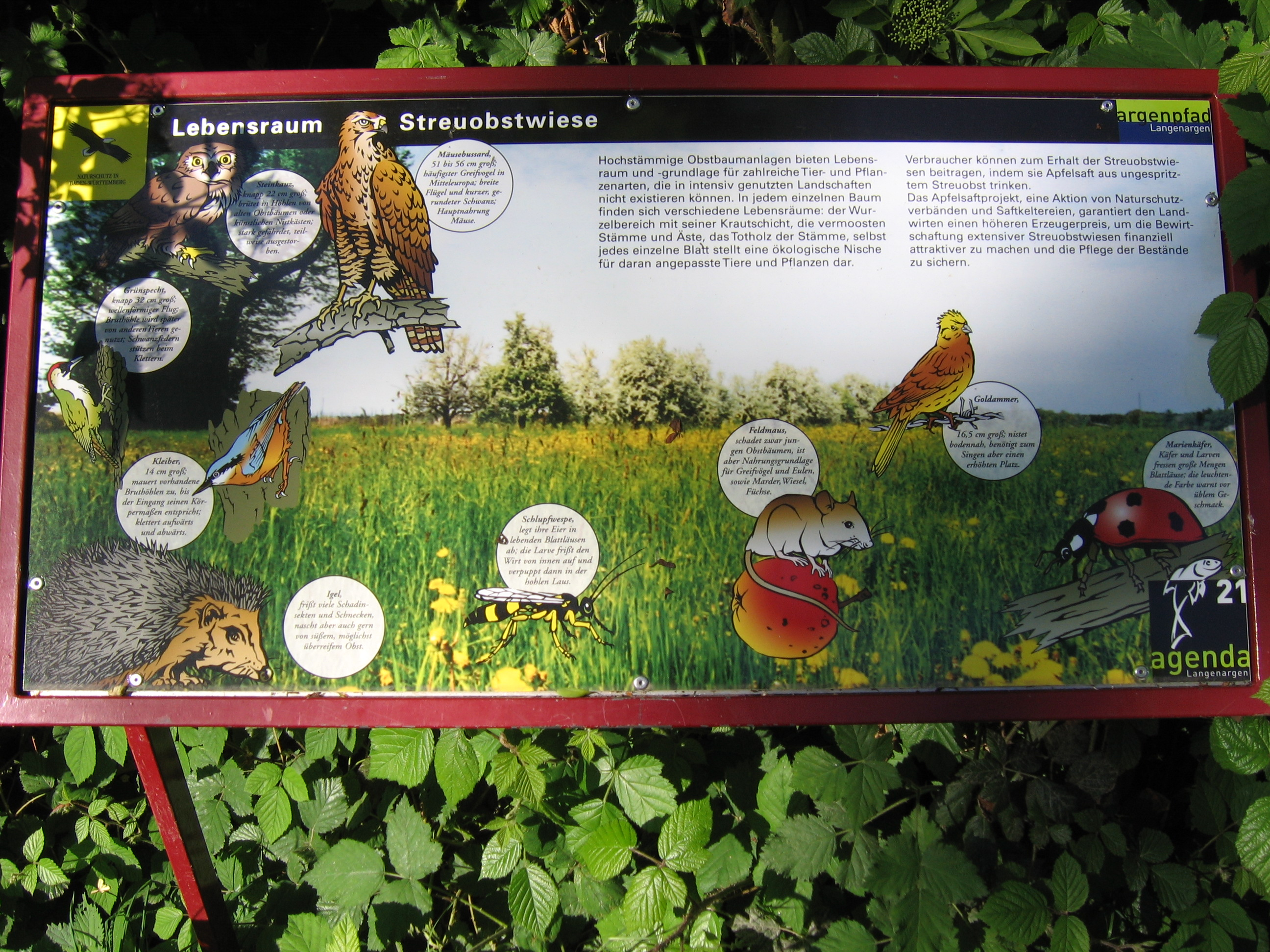
Argenpfad: „Streuobstwiese“

An der Malerecke, gleichzeitig östlichste der Langenargener Bodenseepfad-Stationen, beginnt der 5,5 Kilometer lange Argenpfad Langenargen. Er wurde im Rahmen des Bürgerforums zur lokalen Agenda 21 von Langenargenern Bürgern vorgeschlagen und führt durch die Argenaue, entlang der Argen, des Mühlkanals und durch Obstwiesen bis zur Mühle Karge. Die neun Stationen informieren über Streuwiesen, Feuchtbiotope, Streuobstwiesen, das Argental, die Wassergütebestimmung, die Geschichte des Obstbaus, Fließgewässer, den Auenwald und die Vögel an der Argen.

#### Eriskirch
In Eriskirch führt ein vier Kilometer langer Rundweg vom Naturschutzzentrum im Bahnhof zum See und an der Schussen entlang zurück in den Ort. Die 14 Infotafeln behandeln vielfältige Themen wie die Funktion einer Kläranlage, Winter- und Sommergäste am See oder Hopfen- und Obstanbau. So erfährt der Spaziergänger, dass die Obstbauern ihre Früchte über die Vermarktungsbetriebe in nahezu alle Länder Europas liefern. Äußere Erkennungsmerkmale sind das Gütezeichen „Qualitätszeichen des Landes Baden-Württemberg (QZBW)“ sowie die Marke „Obst vom Bodensee“.

##### Eriskircher Ried

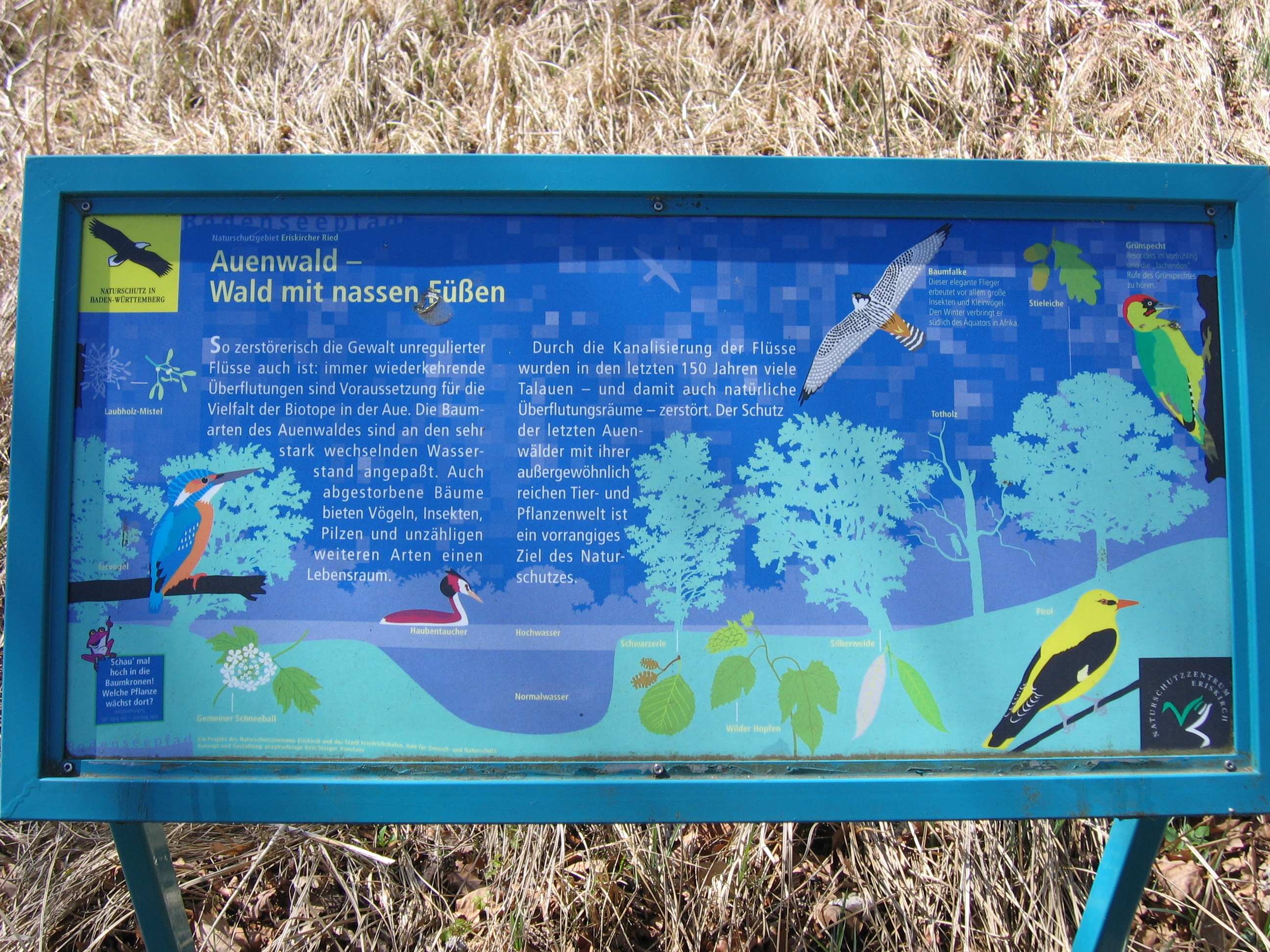
Infotafel „Auenwald“

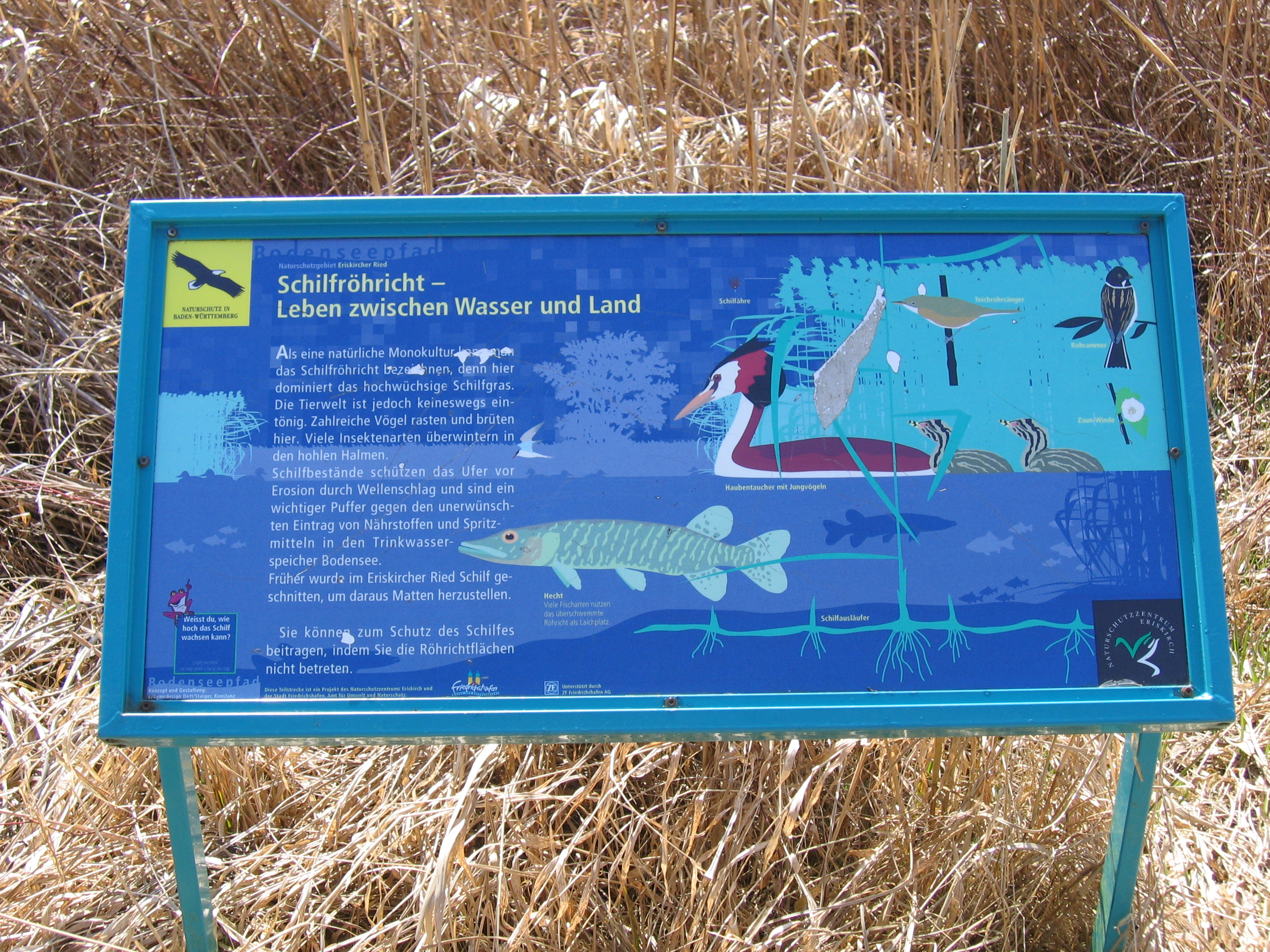
Infotafel „Schilfröhricht“

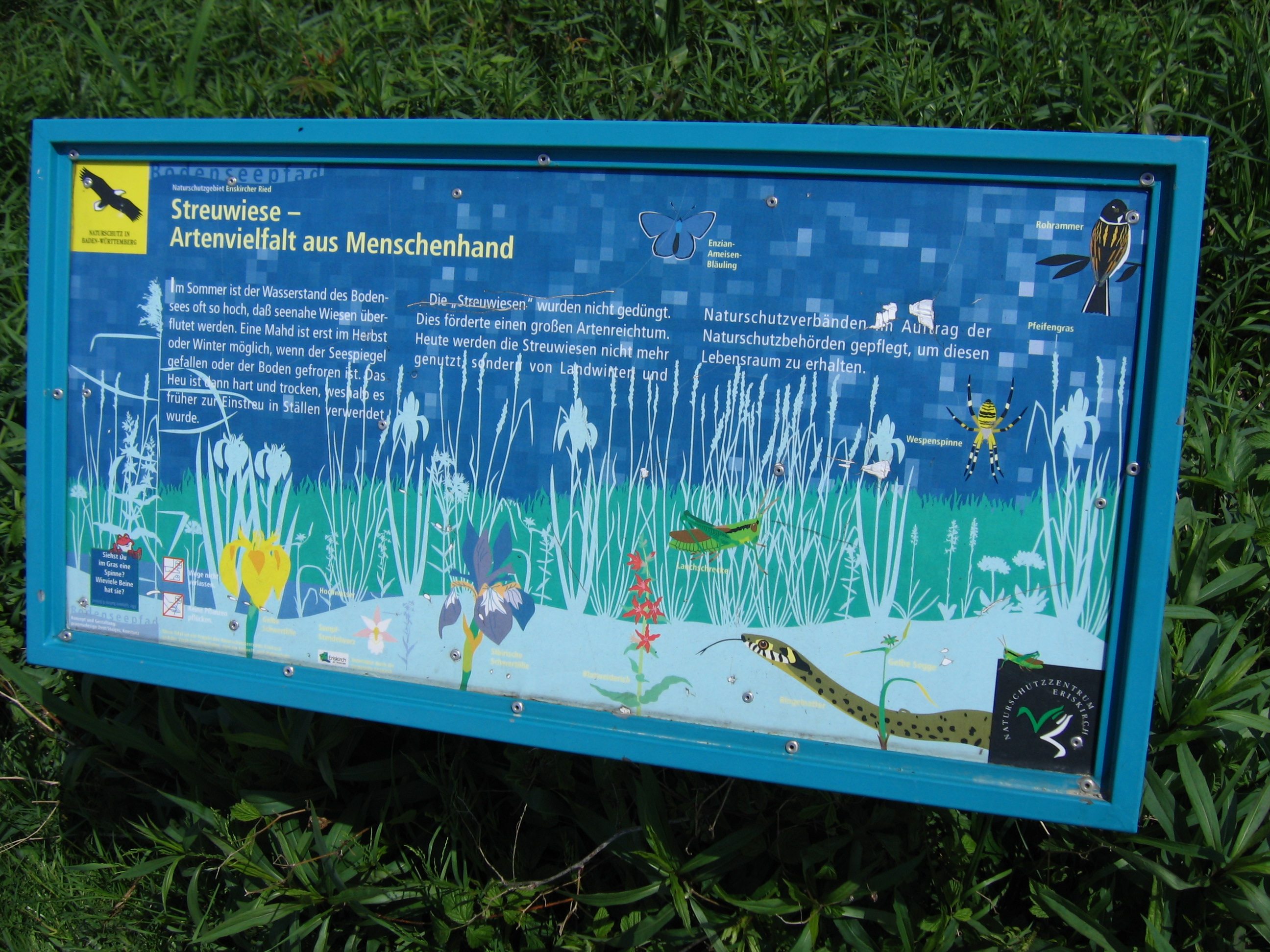
Infotafel „Streuwiese“

Mit einer Fläche von 550 Hektar ist das Eriskircher Ried das größte Naturschutzgebiet am nördlichen Bodenseeufer. Bereits 1997 wurde hier die erste Strecke des Bodenseepfads eingerichtet. Dreizehn Stationen und zwei Aussichtsplattformen bringen dem Besucher Tiere und Pflanzen des Rieds und der vorgelagerten Flachwasserzone näher. Vor allem von der Höhenlage über dem Mittelwasser des Bodensees und der damit verbundenen unterschiedlich langen Überflutung bei Hochwasser ist die Verteilung verschiedener Pflanzen- und Tiergesellschaften geprägt. Heute unterscheidet man vier Lebensräume:
- Die Altwasser

Schussen und Rotach flossen von Natur aus nicht im geraden Verlauf zum Bodensee, sondern bildeten zahlreiche Flussschlingen. Diese wurden Anfang des 20. Jahrhunderts von den Menschen begradigt und bei der Schussen von dieser abgeschnitten. Es entstanden die sogenannten Still- bzw. Altwasser, Lebensraum für Flussuferläufer und andere Schnepfenvögel.
- Der Auenwald

Auwälder sind azonale Waldgesellschaften, die von Überschwemmungen und hohen Grundwasserpegeln stark beeinflusst werden. Hier sind Haubentaucher, Eisvogel, Baumfalke, Grünspecht und Pirol zwischen Stieleiche, Silberweide und Schwarzerle zu beobachten.
- Die Streuwiese

Streuwiesen zählen heute zu den wertvollsten Biotopen. Die seenahen Wiesen im Eriskircher Ried werden fast jedes Jahr wochenlang überflutet, so dass sie nicht als Futterwiesen genutzt werden konnten; sie wurden im Winterhalbjahr gemäht, und das Mahdgut fand als Einstreu (hiervon leitet sich der Name „Streuwiese“ ab) in Ställen Verwendung. Heute sind die Streuwiesen Lebensraum für die für Eriskirch so typische Sibirische Schwertlilie (Iris sibirica), die Gelbe Schwertlilie, den Blutweiderich, Ringelnatter (Natrix natrix) oder Wespenspinne.
- Das Schilfröhricht

Die im Sommer überschwemmten, sehr flachen und bis zu einem Kilometer weit hinaus fallenden Schilf- und Röhrichtbestände sind die Kinderstube von Fischen und Wasservögeln. Nährstoffe, Licht und Wärme fördern hier das pflanzliche Wachstum, so dass diese Flachwasserzone der produktivste Bereich des ganzen Sees ist. Bei Niedrigwasser treten große Schlammflächen zutage, die wertvolle Rastplätze für Brach- und andere Watvögel sind. Flussseeschwalbe, Schwarzmilan, Höckerschwan, Lachmöwe und Graureiher gehören zu den Sommergästen, während im Winter Kormoran, Alpenstrandläufer, Großer Brachvogel, Kiebitz, Singschwan, Gänsesäger und Sturmmöwe zu beobachten sind. 412 Vogelarten sind bislang am Bodensee nachgewiesen.

#### Friedrichshafen
Der Abschnitt in Friedrichshafen – von der Rotachmündung im Osten bis zur Schlosskirche im Westen – bildet den abwechslungsreichsten und längsten Teil des Bodenseepfads. An 22 Stationen wird unter anderem auf die Stadtgeschichte, den Vogelzug, exotische Pflanzen im Stadtgarten und Wetterphänomene eingegangen.

##### Kluftern
In Kluftern, rund acht Kilometer nordwestlich des Friedrichshafener Stadtzentrums gelegen, wird auf sieben Tafeln entlang des Ortsrundwegs auch auf die Natur- und Siedlungsgeschichte dieses zweitgrößten Ortsteils Friedrichshafens eingegangen. Anlass war ein etwa 7000 Jahre alter, halbfossiler Eschenstamm, der bei Bauarbeiten zur Renaturierung der Brunnisach gefunden wurde. Die Brunnisach floss fast einhundert Jahre in einem begradigten Bachbett. Durch die Wiederherstellung von naturnahen Lebensräumen entstanden neue Rohbodenflächen und Tümpel. Nach Abschluss der Bauarbeiten im März 2003 entstand innerhalb weniger Monate eine Pflanzendecke mit über einhundert Arten von Rohbodenpionieren wie zum Beispiel der Acker-Gauchheil, der Acker-Schachtelhalm, die Kleinblütige Königskerze, die Purpur-Weide, das Tännelkraut, der Vielsamige Gänsefuß, die Wilde Karde und das Wilde Stiefmütterchen. Ihnen folgten bald die ersten Tiere, wie die Goldammer, der Stieglitz, die Gebänderte Prachtlibelle oder der Südliche Blaupfeil.

##### Raderach
Im Stadtteil Raderach ist ein Rundweg mit zwölf Stationen ausgewiesen. Er verbindet das Hepbacher-Leimbacher Ried (siehe unten) und den „Landwirtschaftspfad Friedrichshafen“. Die Tafeln informieren über die Entstehung und Nutzung der nacheiszeitlichen Landschaft.

#### Friedrichshafen / Markdorf / Oberteuringen

##### Hepbacher-Leimbacher Ried

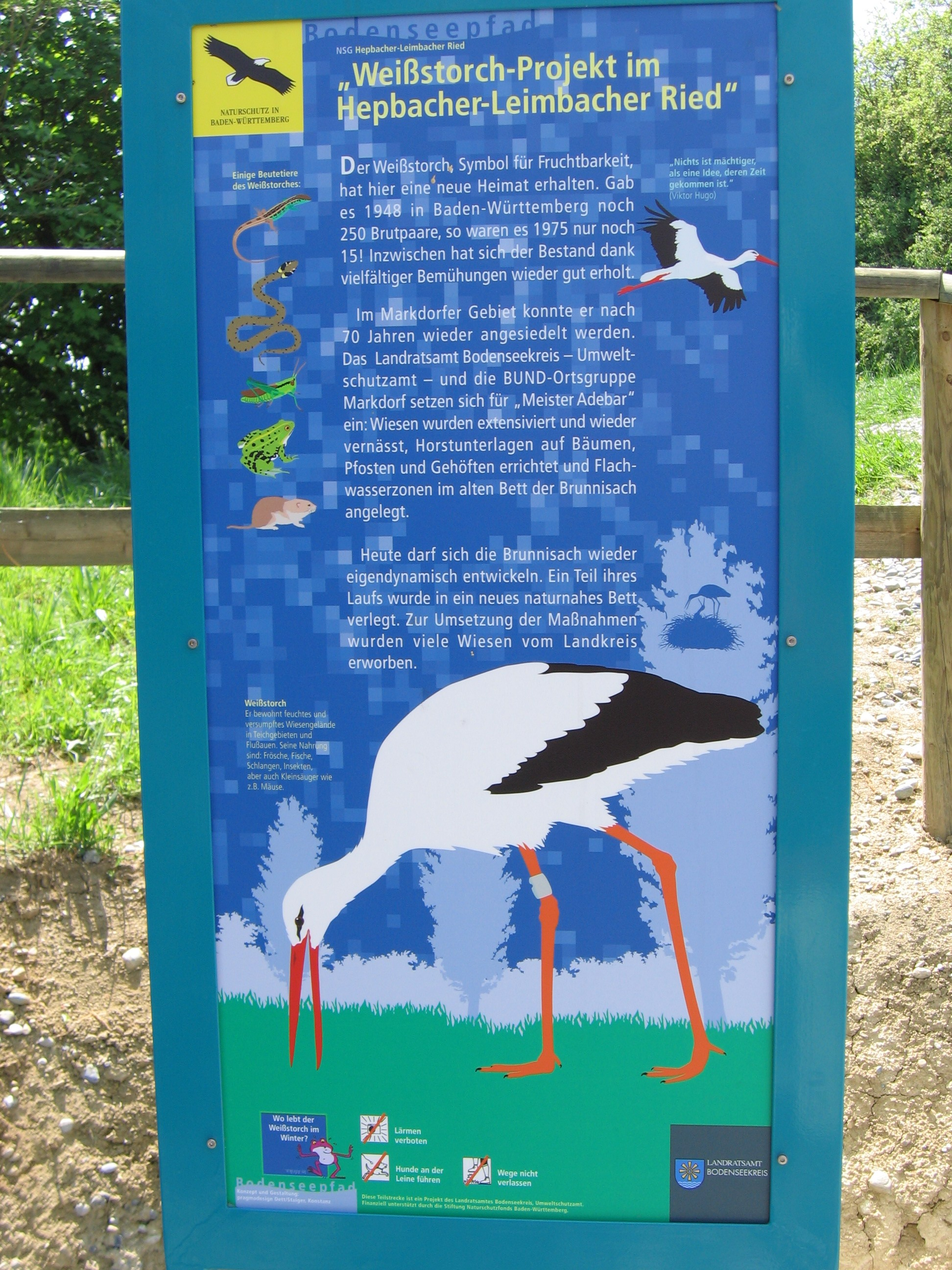
Infotafel „Weißstorch-Projekt“

Das etwa 46 Hektar große Hepbacher-Leimbacher Ried ist ein vom Regierungspräsidium Tübingen ausgewiesenes Naturschutzgebiet mit anschließendem, 67 Hektar großem Landschaftsschutzgebiet auf dem Gebiet der Städte Friedrichshafen und Markdorf sowie der Gemeinde Oberteuringen. Auf dem Rundweg stehen dreizehn Tafeln, die unter anderem über Feuchtgebiete, Wälder, technischen Umweltschutz und die eiszeitliche Entstehung der Landschaft informieren. So besteht an der Station „Mülldeponie Weiherberg“ die Möglichkeit mittels einer über das Abfallwirtschaftsamt buchbaren Führung Einblick in die moderne Abfallbeseitigung zu erlangen.
- Beobachtungshütte: Im Sommer 2001 wurde eine Beobachtungshütte gebaut. Informationstafeln erläutern zum Beispiel das Weißstorch-Projekt, den Naturschutz mit internationalen Freunden, die Maßnahmen des Interreg IIIA-Projekts und beschreiben die hier angesiedelten Heckrinder.

- Flora und Fauna: Neben der schützenswerten Flora, zum Beispiel der Große Wiesenknopf, das Echte Mädesüß oder die Sumpf-Schwertlilie, sind aus der Fauna besonders die über vierzig (!) Arten von nachgewiesenen Libellen zu nennen.

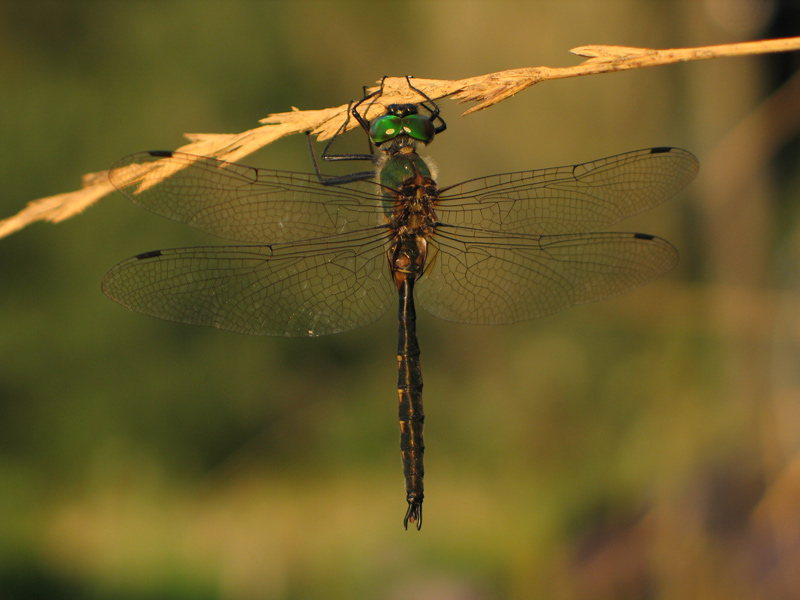
Gefleckte Smaragdlibelle
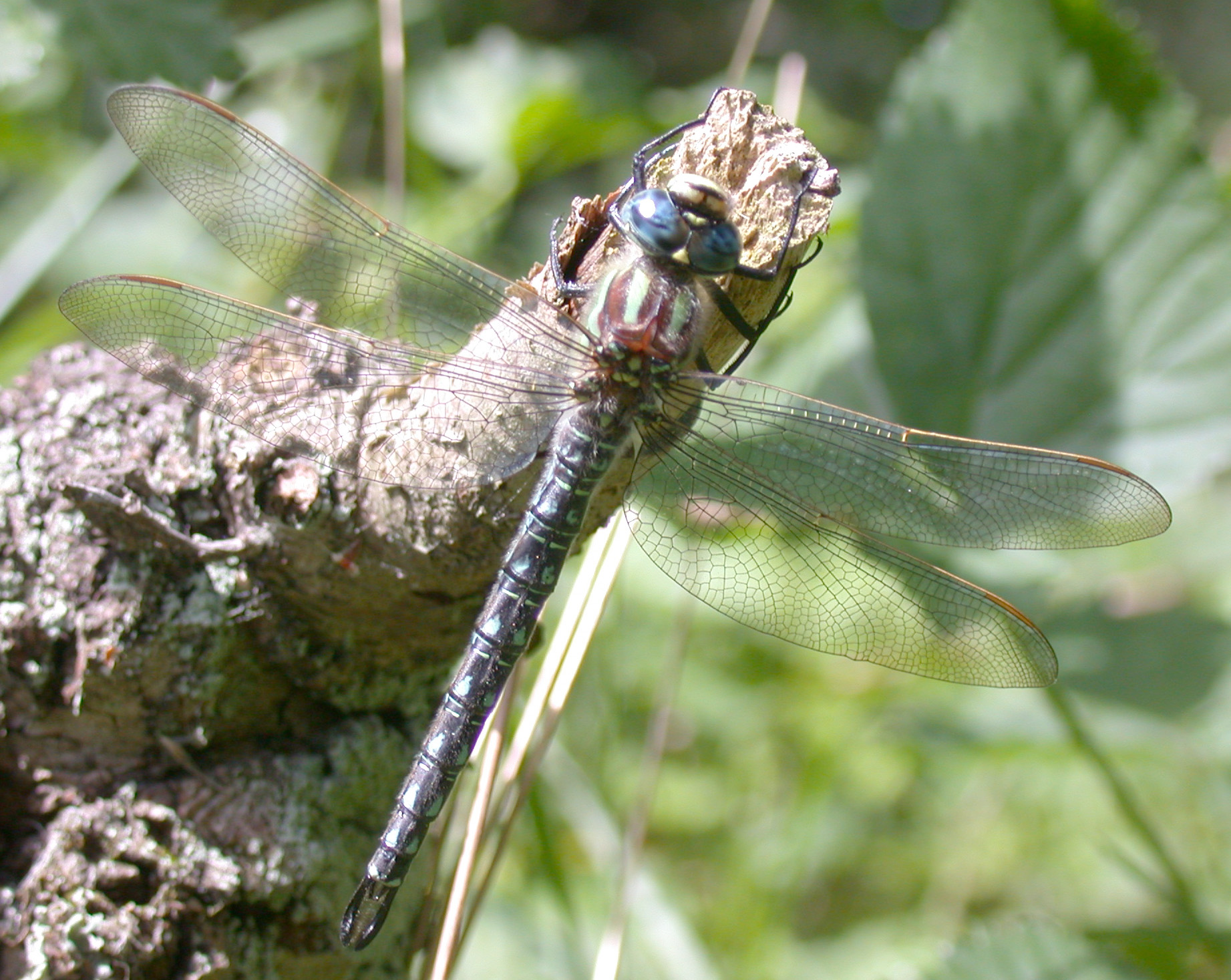
Früher Schilfjäger
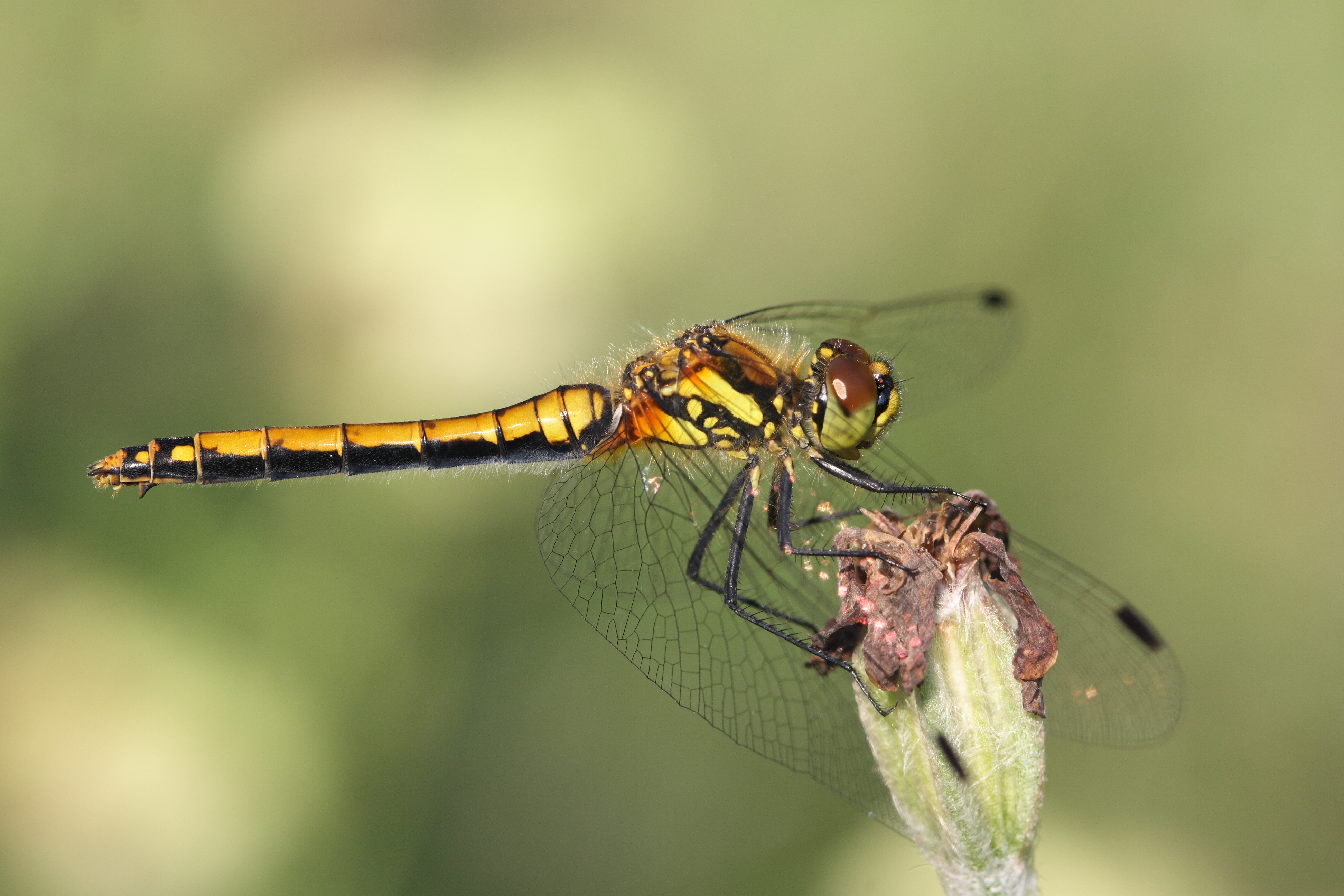
Schwarze Heidelibelle
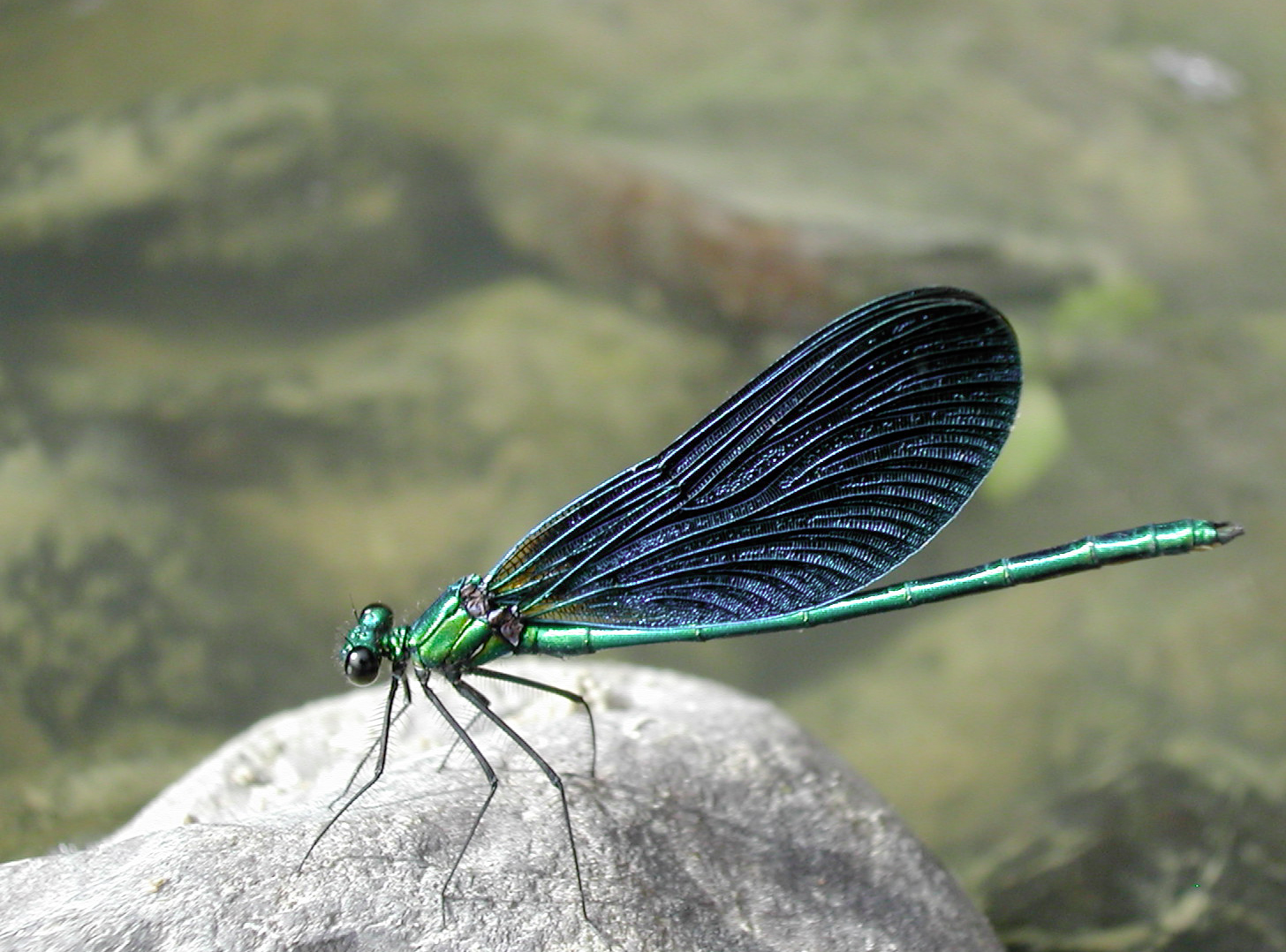
Blauflügel-Prachtlibelle
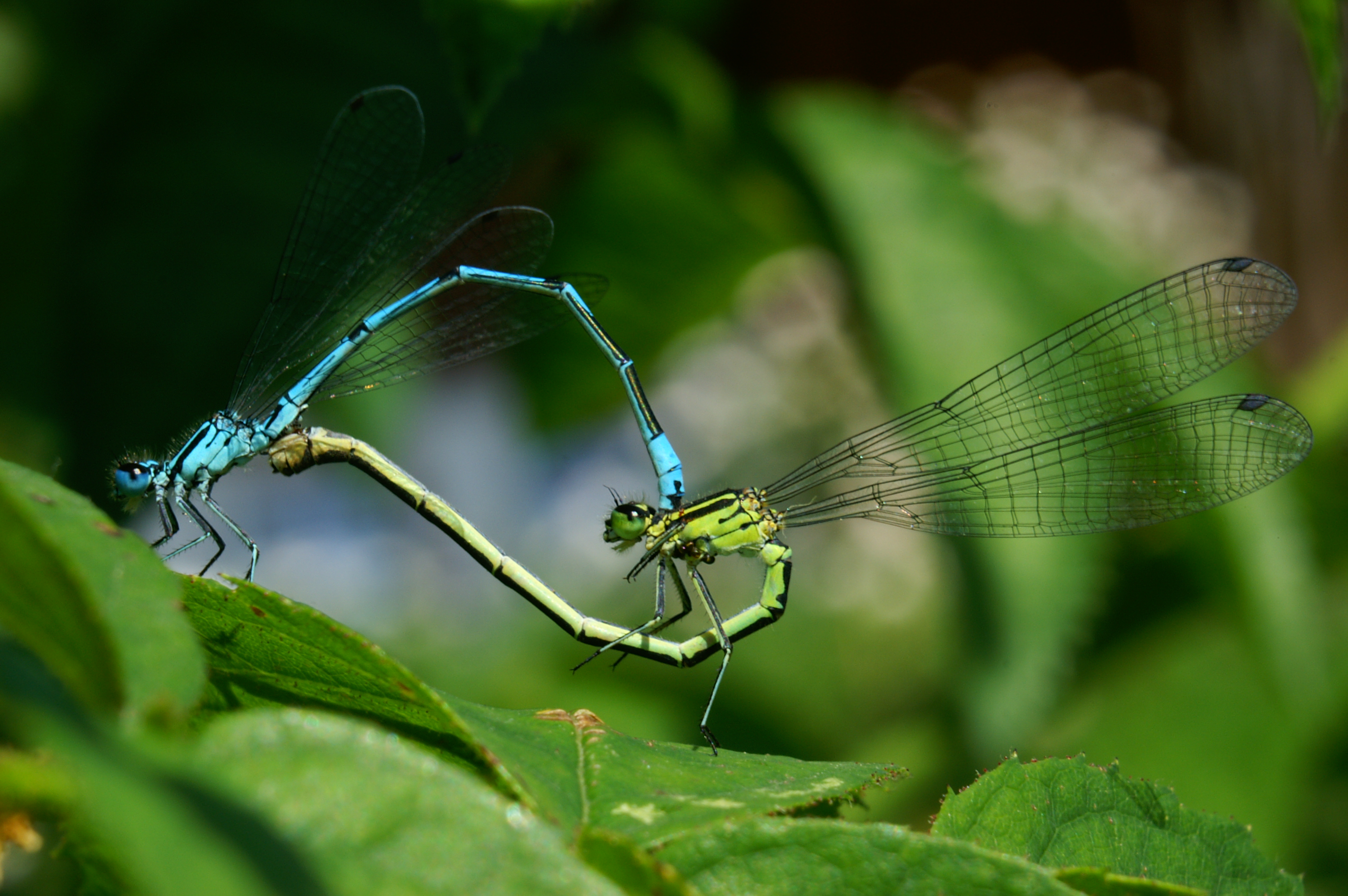
Hufeisen-Azurjungfer

#### Immenstaad

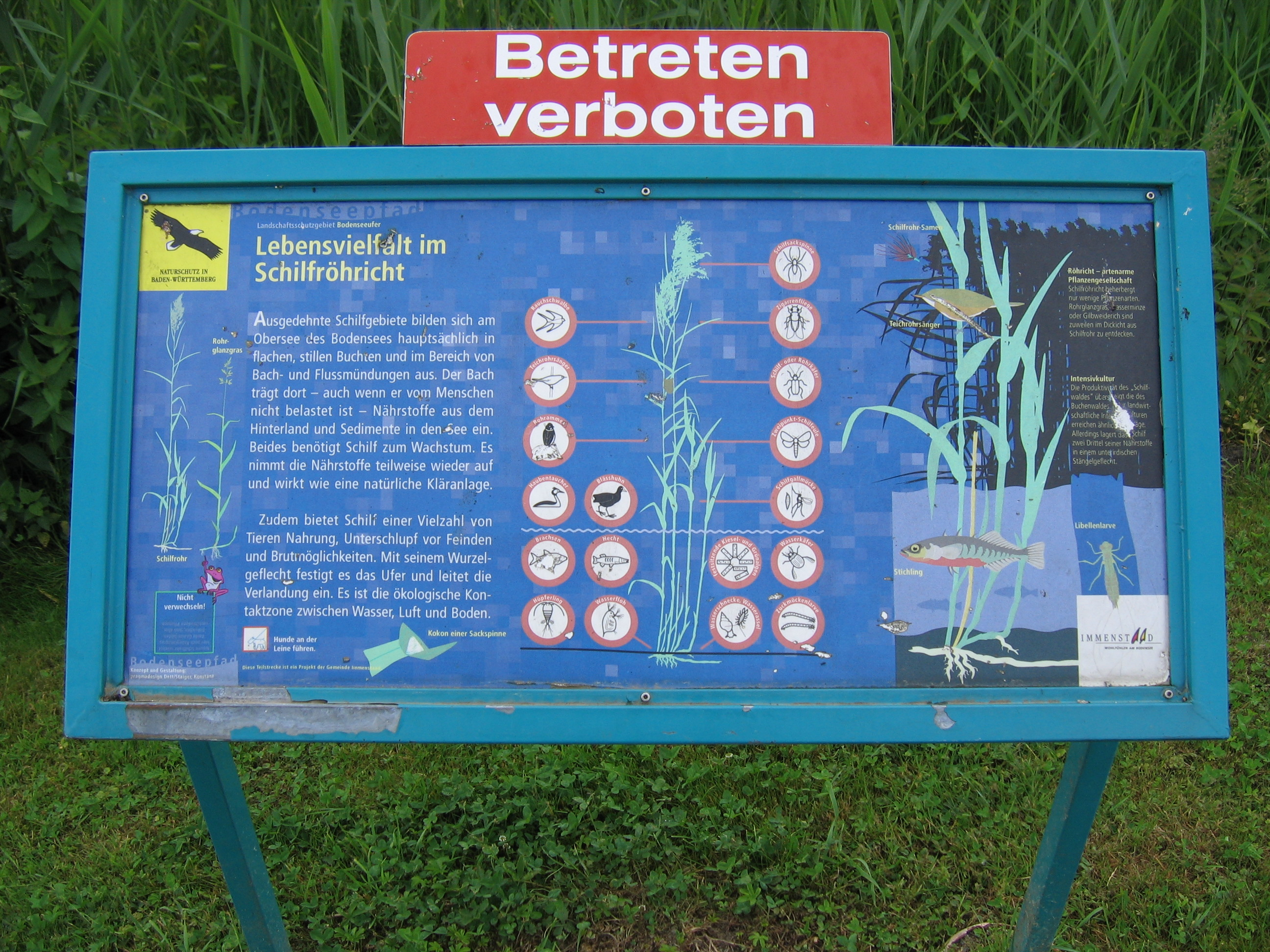
Infotafel „Schilfröhricht“ mit entsprechendem Hinweis

In der bereits 1094 erstmals urkundlich erwähnten Gemeinde Immenstaad am Bodensee geben fünfzehn Tafeln Auskunft über das Leben am und mit dem See. So erhält der Besucher Informationen über das Bodenseeklima („Der Bodensee als Wärmeinsel“), Pflanzen und Tiere der Biotopformen „Bach“, Schilfröhricht, „Brücken am Mühlbach“, „Schilfsanierung am Hardthof“, „Wasserzirkulation und Wasserschichtung“, „naturnahes Kiesufer“ oder „die von der Sonne verwöhnte Flachwasserzone“ sowie die Beziehung „Fische und Fischer“.

#### Hagnau/Kirchberg
Die drei Stationen in Hagnau stellen typische Pflanzengemeinschaften im Landschaftsschutzgebiet Bodenseeufer vor. Auf den „Seehag“ wird ebenso eingegangen, wie auf den Strandrasen mit Strandschmiele und Strandling.

#### Überlingen
Im Überlinger Landschaftspark „St. Leonhard“, einem Naherholungsgebiet an der Stadtgrenze, sind vier Stationen mit schönen Aussichtspunkten ausgewiesen. Die dort aufgestellten Tafeln gehen den Fragen nach: „Was ist Kulturlandschaft?“ oder „Woher kommt unser Getreide?“